# Amphisamytha bioculata
Amphisamytha bioculata är en ringmaskart som först beskrevs av Moore 1906.  Amphisamytha bioculata ingår i släktet Amphisamytha och familjen Ampharetidae. Inga underarter finns listade i Catalogue of Life.